# Quatre belleses

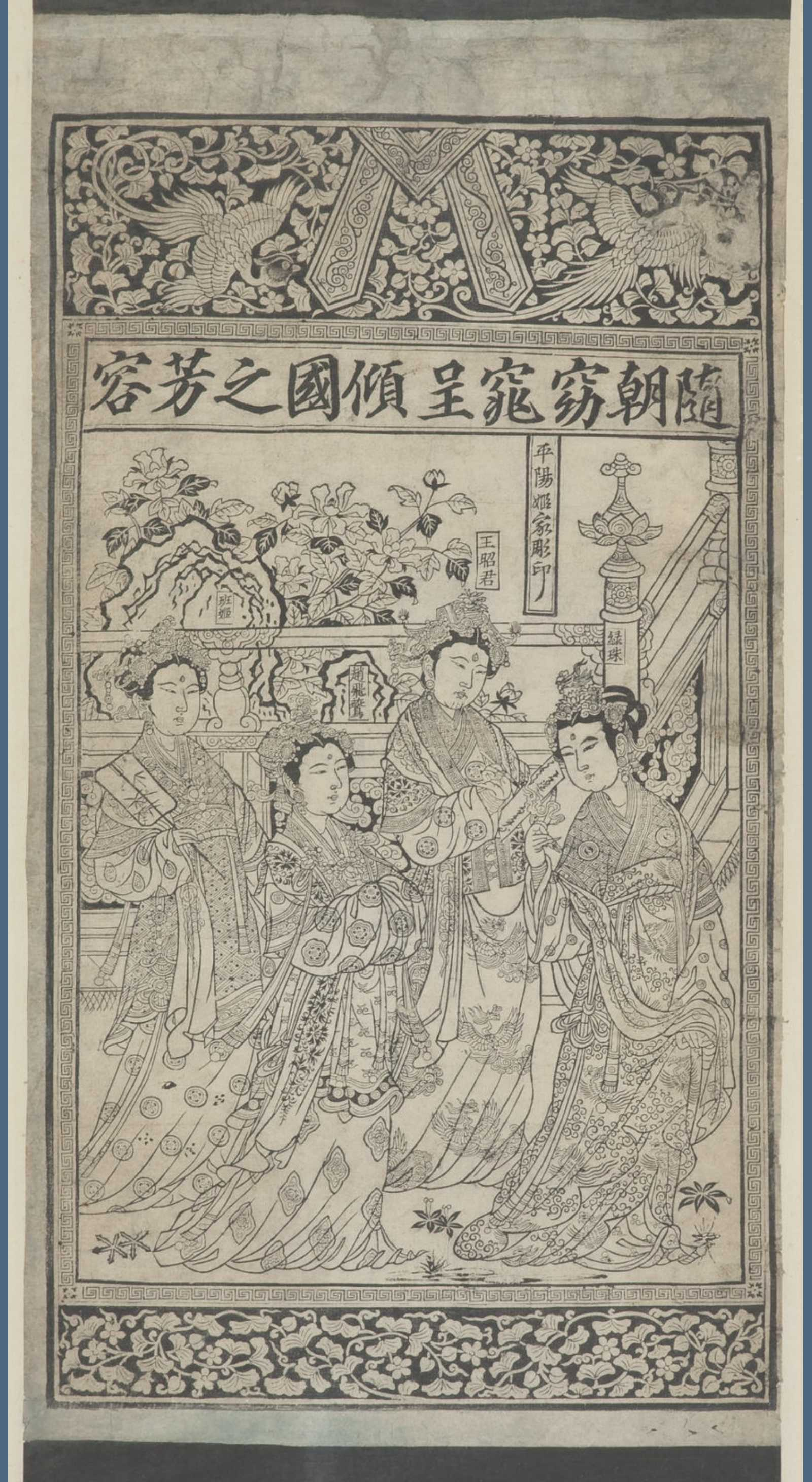
Les quatre belleses, segles XIII-XIV, Hermitage

Les Quatre belleses (xinès simplificat: 四大美女, pinyin: Sì dà měinǚ, literalment 'Quatre grans belleses') són quatre dones xineses de l'època antiga, famoses per la seva bellesa. L'escassetat de registres històrics sobre elles significa que molt del que se'n sap avui dia es tingui en gran manera per llegenda. Aquestes dones són: Xi Shi, Wang Zhaojun, Diaochan i Yang Guifei.
Van guanyar la seva reputació a causa de la influència que van exercir sobre reis i emperadors i, en conseqüència, la manera com les seves accions van afectar la història de la Xina. No obstant això, els cànons de bellesa de la cultura xinesa eren llavors molt diferents dels actuals: pell clara, peus petits (com a l'antic Occident) i en els temps de la darrera, la dinastia Tang, una constitució que avui en dia diríem obesa.
Tres de les quatre belleses van tenir regnes als peus i la seva vida va acabar en tragèdia.

## Fons històriques
Una de les primeres referències a les qualitats associades posteriorment a les quatre grans belleses canòniques apareix al Zhuangzi. En un capítol, les dones Mao Qiang i Lady Li són descrites com a "grans belleses" que "quan els peixos les veuen es llancen cap a les profunditats, quan els veuen els ocells s'eleven cap al cel, quan els cérvols les veuen s'allunyen sense mirar enrere.". Aquest passatge és la font del conegut idioma xinès "fer que els peixos s'enfonsin i els ocells s'encén", que fa referència a la bellesa femenina.

## Les quatre belleses

### Xi Shi
Xi Shi va viure entre els segles VII i VI aC. De manera semblant a la història del Zhuangzi, es deia que era tan fascinant que els peixos oblidaven com nedar i s'enfonsaven sota la superfície en veure-la reflectida a l'aigua. Xi Shi era de Zhuji, la capital de l'antic regne Yue. Goujian, el rei de Yue, s'havia rendit a l'estat rival de Wu, amb l'objectiu d'esperar el seu temps abans de promulgar la seva venjança. Part del seu pla era enviar a Xi Shi com a regal a Fuchai, el rei de Wu, amb l'esperança que Fuchai s'enamorés d'aquesta i es distragués de les seves funcions oficials. El pla va tenir èxit, Fuchai va passar tot el seu temps entretingut Xi Shi i no va atendre els assumptes militars. En part a causa de la seva distracció, Goujian va poder derrotar a un Fuchai no preparat a la batalla. Fuchai, ple de penediment, es va suïcidar. Hi ha dos relats sobre que va passar amb Xi Shi. La primera és que Goujian la va matar ofegant-la perquè tenia por que ell també es quedés hipnotitzat per la seva bellesa. El segon va ser que finalment es va reunir amb el seu amant Fan Li i van viure junts aïllats.

### Wang Zhaojun
Wang Zhaojun va néixer al voltant del 50 aC, durant la dinastia Han occidental. Un cop més reflectit el Zhuangzi, es deia que era tan bella que el seu aspecte atrauria els ocells en vol a caure del cel. Coneguda localment per la seva bellesa i habilitat per tocar la pipa, va ser escollida per ser admesa a l'harem de l'emperador Yun, malgrat la seva jove edat. Tot i la seva bellesa, l'emperador no la va visitar mai, ja que s'havia negat a subornar als retratistes oficials, que llavors li havien pintat un retrat poc afavoridor. L'any 33 aC, el Xiongnu Chanyu Huhanye va arribar a la capital, Chang'an, en una visita oficial i va demanar una bellesa Han com a dona com a part del sistema d'aliança matrimonial entre la dinastia Han i els Xiongnu. El nou emperador, l'emperador Huan, va ordenar que la dona més senzilla de l'harem fos donada a Huhanye, i així va ser escollida Wang Zhaojun, basant-se en el seu retrat poc afavoridor. L'artista Mao Yanshou va ser executat posteriorment per enganyar l'emperador.

### Diaochan
Diaochan va viure durant els anys minvants dels Han orientals i el període posterior dels Tres Regnes. Va dir que era tan lluminosament encantadora que la mateixa lluna s'escaparia de vergonya en comparació amb la seva cara. Els registres històrics xinesos indiquen que el guerrer Lü Bu va tenir una aventura secreta amb una de les minyones del senyor de la guerra Dong Zhuo i constantment temia que Dong Zhuo ho descobrís. Aquesta va ser una de les raons per les quals el va trair i assassinar l'any 192. No obstant això, el nom de la minyona no es va registrar a la història. En els relats posteriors, com la novel·la Romanç dels Tres Regnes, aquesta dona es diu Diaochan, i al llarg dels segles es van afegir detalls de ficció sobre la seva vida.

### Yang Guifei
Yang Guifei va viure al segle VIII i va ser l'estimada consort de l'emperador Xuanzong de Tang. Es deia que tenia una cara que feia avergonyir a totes les flors. L'emperador Xuanzong la va estimar tant que va ser capaç de convèncer perquè el seu cosí, Yang Guozhong, fos canceller principal. Durant la rebel·lió d'An Lushan, mentre l'emperador Xuanzong i el seu cortegi fugien de la capital Chang'an a Chengdu, els guàrdies de l'emperador van exigir que matés a Yang Guifei perquè culpaven de la rebel·lió al seu cosí Yang Guozhong i a la resta de la seva família. L'emperador va capitular i de mala gana va ordenar al seu assistent Gao Lishi que estrangulés Yang fins a la mort. Yang Guifei es va convertir en una figura tràgica en representacions posteriors. Particularment influent va ser el llarg poema del poeta Tang Bai Juyi, "Chang hen ge" ("Cançó del dolor etern").